# Sarracenia alata
Sarracenia alata es una especie de planta carnívora perteneciente a la familia  Sarraceniaceae. Como todas las especies de  Sarracenia, es nativa del Nuevo Mundo: sur de Alabama y este de Texas, donde crece en los humedales y las sabanas abiertas, normalmente con  Pinus palustris. 

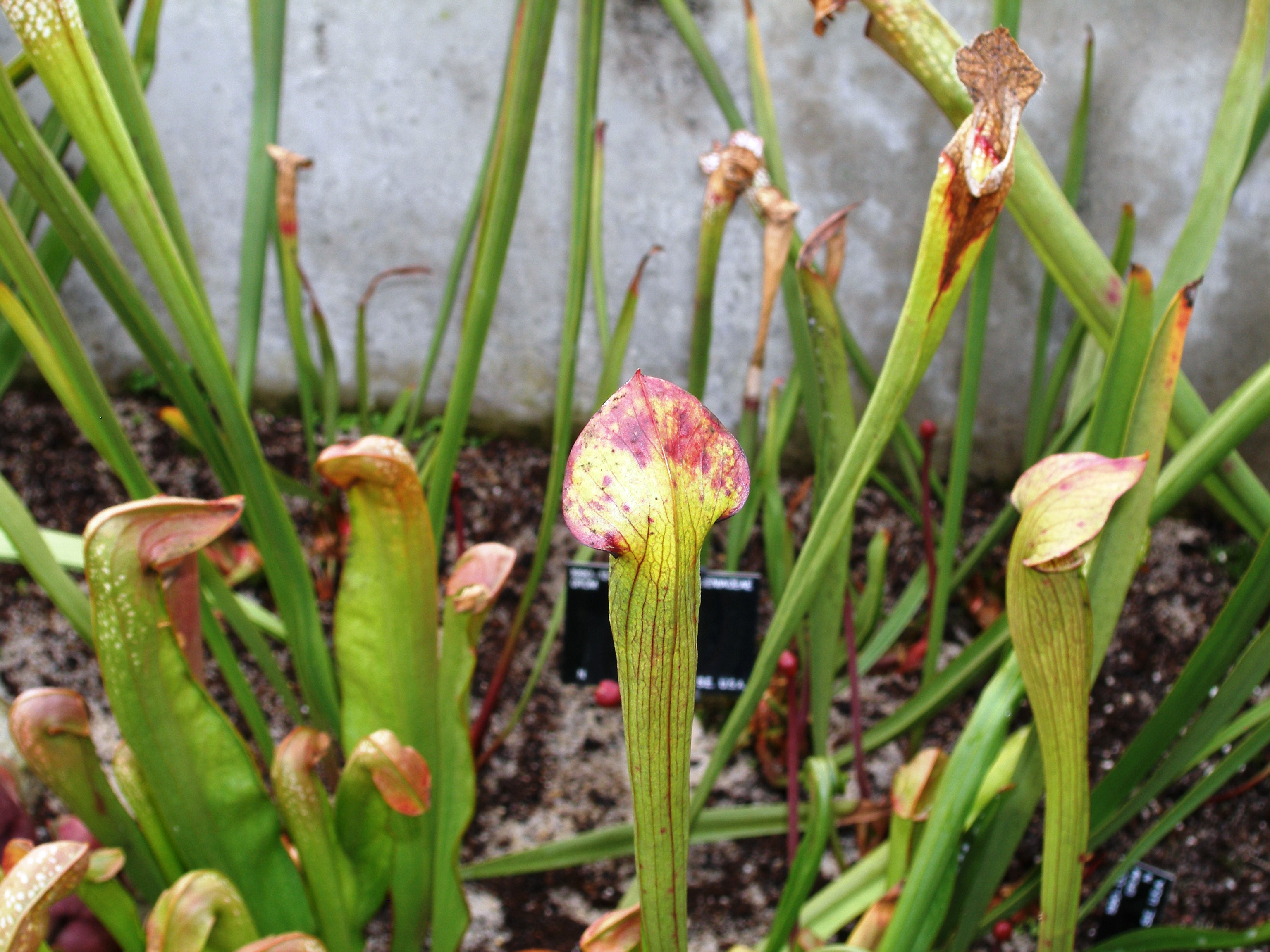
Vista de la planta

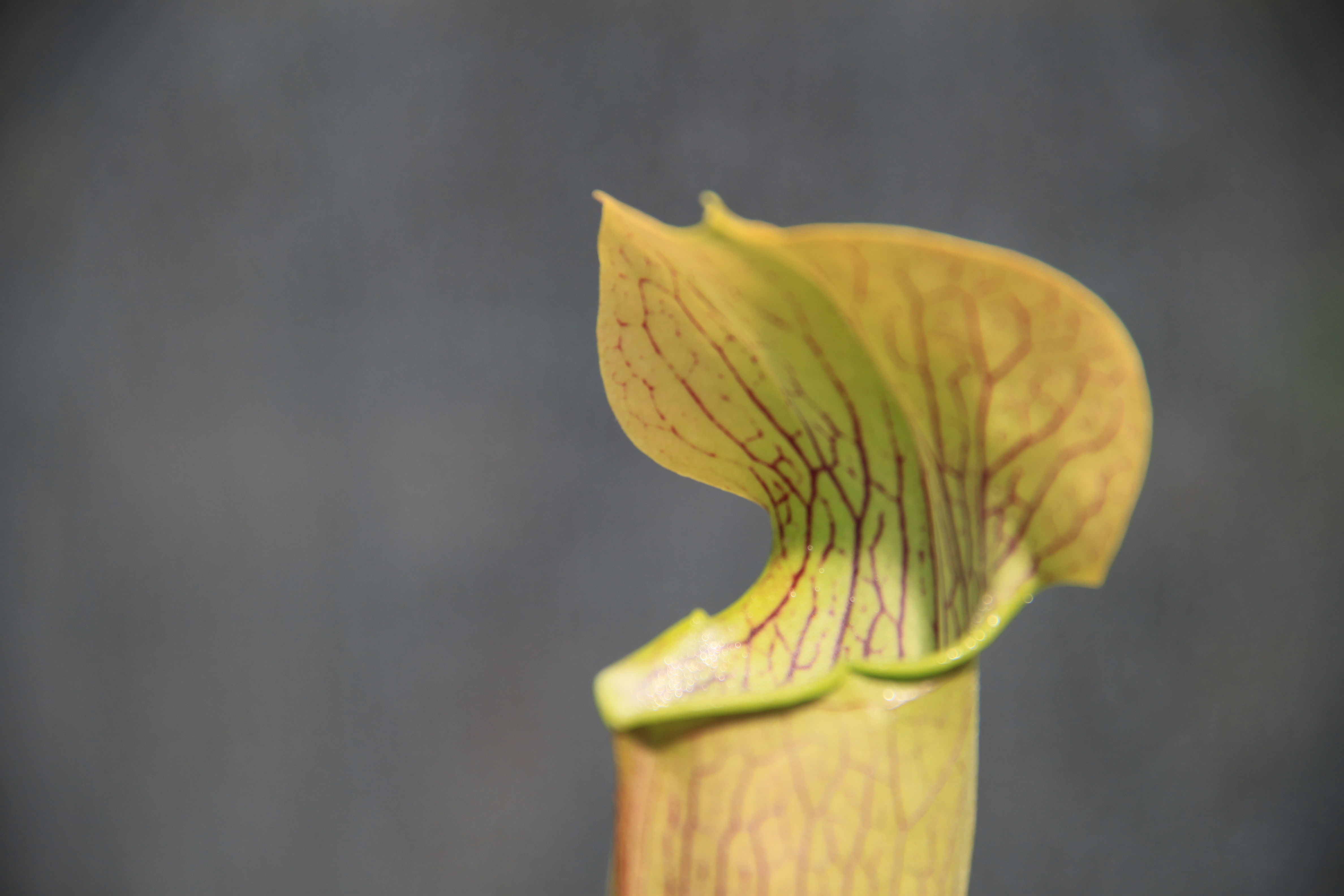
Detalle

## Distribución y hábitat
El hábitat de Sarracenia alata se divide en dos áreas geográficamente separadas: una en cordillera oriental en el este de Luisiana en el sur de Misisipi y en el oeste de Alabama y otra amplia en el oeste desde el este de Texas hasta el oeste de Luisiana. 
Entre los miembros de Sarracenia el colorido floral de Sarracenia alata es extraordinariamente diverso. Las flores pueden ser de color crema a blanco, verde, amarillo o rojizo. Como las variaciones de color floral existen dentro de las poblaciones apartadas cientos de kilómetros de cualquier otra especie de Sarracenia, estas variaciones no se pueden atribuir a la hibridación.
Aparte de la gama de colores florales, Sarracenia alata difiere poco de Sarracenia rubra. El veteado de Sarracenia rubra tiende a ser más reticulado mientras que la de Sarracenia alata exhibe a menudo más de un patrón a rayas y crece más alto.

## Taxonomía
Sarracenia alata fue descrita por Alphonso W. Wood y publicado en Leaves and Flowers 159, en el año 1863. 
Etimología
Sarracenia: nombre genérico que fue nombrado por el médico francés Michel Sarrasin (Sarracenus) (1659-1734), un naturalista y coleccionista de plantas en Quebec, aunque una segunda fuente dice que deriva de otro médico francés llamado Jean Antoine Sarrasin (1547-1598), quien tradujo una obra de Dioscórides.
alata: epíteto latíno que significa "alada".
Sinonimia
- Sarracenia gronovii var. alata Alph. Wood, Class-book Bot., 222, 1861[4]